# Gabriel Biel
Pour les articles homonymes, voir Biel.

Wendelin Stambach, Supplementum commentarii, 1574

Gabriel Biel, né entre 1420 et 1425 à Spire et mort le 7 décembre 1495, est un philosophe et théologien allemand.

## Biographie
Formé à Heidelberg et Erfurt, il devint, encore tout jeune, archiprêtre et prédicateur à la Cathédrale de Mayence. Par la suite, il devint supérieur des Frères de la vie commune à Butzbach et en 1479 fut nommé prévôt de l'église d'Urach. À cette époque, il collabora avec le comte Eberhard V de Wurtemberg pour fonder en 1477 l'Université de Tübingen où il devint en 1484 le premier professeur de théologie, et ne cessa jusqu'à sa mort d'être le membre le plus célèbre, devenant deux fois recteur. Bien qu'il eût près de soixante ans quand il commença à enseigner, le travail de Biel, tant comme professeur que comme auteur, jeta le plus grand éclat sur la jeune université.
Il s'y opposa à la nomination à la faculté du réaliste Jean Heynlin. Quelques années avant sa mort, il entra dans une confrérie religieuse. Son travail consiste dans le développement systématique des vues de son maître, Guillaume d'Ockham. Dans ses dernières années on le connaissait comme le « dernier des scolastiques ».

## Ouvrages

Commentarii doctissimi in 4. Sententiarum libros, 1574

Sa première publication est un traité du canon de la messe. Suivra un important commentaire des Sentences de Pierre Lombard, où se révèle la double influence de Guillaume d'Occam (qu'il invoque comme son maître) et de Duns Scot. Nominaliste de tendance, il reste néanmoins tolérant à l'égard des réalistes et entretient d'excellentes relations avec les humanistes. Par ses positions sur l'autorité du pape et des Conciles, sur le pouvoir d'absoudre, sur l'efficacité du baptême et autres points controversés de son époque, il se montre le théologien de la transition, à la fois fidèle à l'aristotélisme scolastique, et à l'écoute des nouvelles préoccupations, qui seront celles de la Réforme et de la Contre-Réforme.
On trouve en particulier chez lui des considérations économiques, sur la formation des prix, qui en font un intellectuel en avance sur ses contemporains.
Influence sur la Réforme
« Ce furent des élèves de Biel, des gabriélistes comme Staupitz, qui au couvent des Augustins initièrent Luther à cette théologie nominaliste... » (Émile Bréhier, Histoire de la philosophie, PUF, 2004, p.658)